# 水着彼女
『水着彼女』（みずぎかのじょ）は、ぼっしぃによる成人向け漫画作品。および、それを原作とする成人向けアニメ作品。本稿ではアニメ化された4作品を記するものとする。OVAの声優は非公開。

## 水着彼女
大田ひろ（おおたひろ）
本編の主人公。
みずほ
本編のヒロイン。ひろの彼女。
最近、少しぽっちゃりしてきた。

## お水のトラブル
さやか

タクヤ

## 
白銀の空（しろがねのくう）
みずほにそっくりなくノ一。夜刀三人衆に囚われ、辱めを受け女の悦びを知る。OVAでは夜刀三人衆と共に時を超え、現代に飛ばされる。
その後を描いた「淫忍」では敵である夜刀三人衆に抱かれる為に里を捨て、抜け忍となる。夜刀三人衆に身も心も調教され、穴奴隷として幸せな日々を送る。

## 単行本
- 『水着彼女』 （ワニマガジン社、2007年7月28日発売） ISBN 978-4-86269-027-2

## OVA
『水着彼女 〜THE ANIMATION〜』のタイトル名で、2009年1月から同年11月までピンクパイナップルより全4巻（18禁）が発売された。
- 『水着彼女 〜THE ANIMATION〜 celebrity.1 みずほ!エクササイズ』（2009年1月23日発売）JDXA-56681

1. みずほ!エクササイズ
2. お水のトラブル
3. サマージャンボみずほ!+明かりのトラブル

- 『水着彼女 〜THE ANIMATION〜 celebrity.2 白い誘惑』（2009年4月24日発売）JDXA-56682

1. 白い誘惑
2. 可憐な手ほどき
3. 堕忍〜隠密くノ一淫辱絵巻〜+水着彼女〜みずほ時空を超えて〜

- 『水着彼女 〜THE ANIMATION〜 celebrity.3 時をかけるくの一』（2009年8月28日発売）JDXA-56683

1. 時をかけるくの一
2. ましゅまろモーニング
3. ときめきバージョンアップ

- 『水着彼女 〜THE ANIMATION〜 celebrity.4 水着と二人の彼女』（2009年11月27日発売）JDXA-56764

1. 白銀の空・初体験!
2. 身体で分からせてやる!
3. 1+1彼女

- 『水着彼女 〜THE ANIMATION〜 ゴールドディスク』（2013年8月30日発売）JDXA-57078

### スタッフ
- 原作 - ぼっしぃ （「水着彼女」ワニマガジン社刊）
- 協力 - ワニマガジン社刊
- プロデューサー - 織賀進
- 脚本 - 佐和山進一郎
- 監督・絵コンテ - 辰美
- 演出 - 七篠九郎
- キャラクターデザイン - 亜木茜
- 作画監督 - 呀龍
- 原画 - 鈴木貴人、ANIFACTORY
- 動画 - ANIFACTORY
- 色彩設定・色指定 - 御田芥子
- 編集 - 杉埜幸哉
- 美術監督 - 片平真司
- 音響監督 - 神戸港-RX
- 音楽 - Romeo
- アニメーション制作 - ティーレックス
- 製作 - ピンクパイナップル

### 主題歌
エンディングテーマ「みずほ」
作詞 - 島村秀行 / 作曲・編曲 - bermei.inazawa
歌 - 片霧烈火